# Hermann Kunst

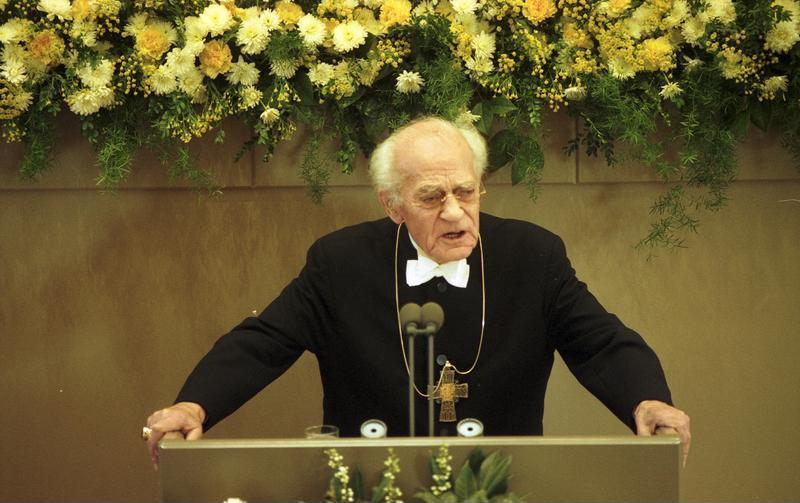
Hermann Kunst beim Trauerstaatsakt für Gerhard Schröder (Politiker, 1910), 1990 in Bonn

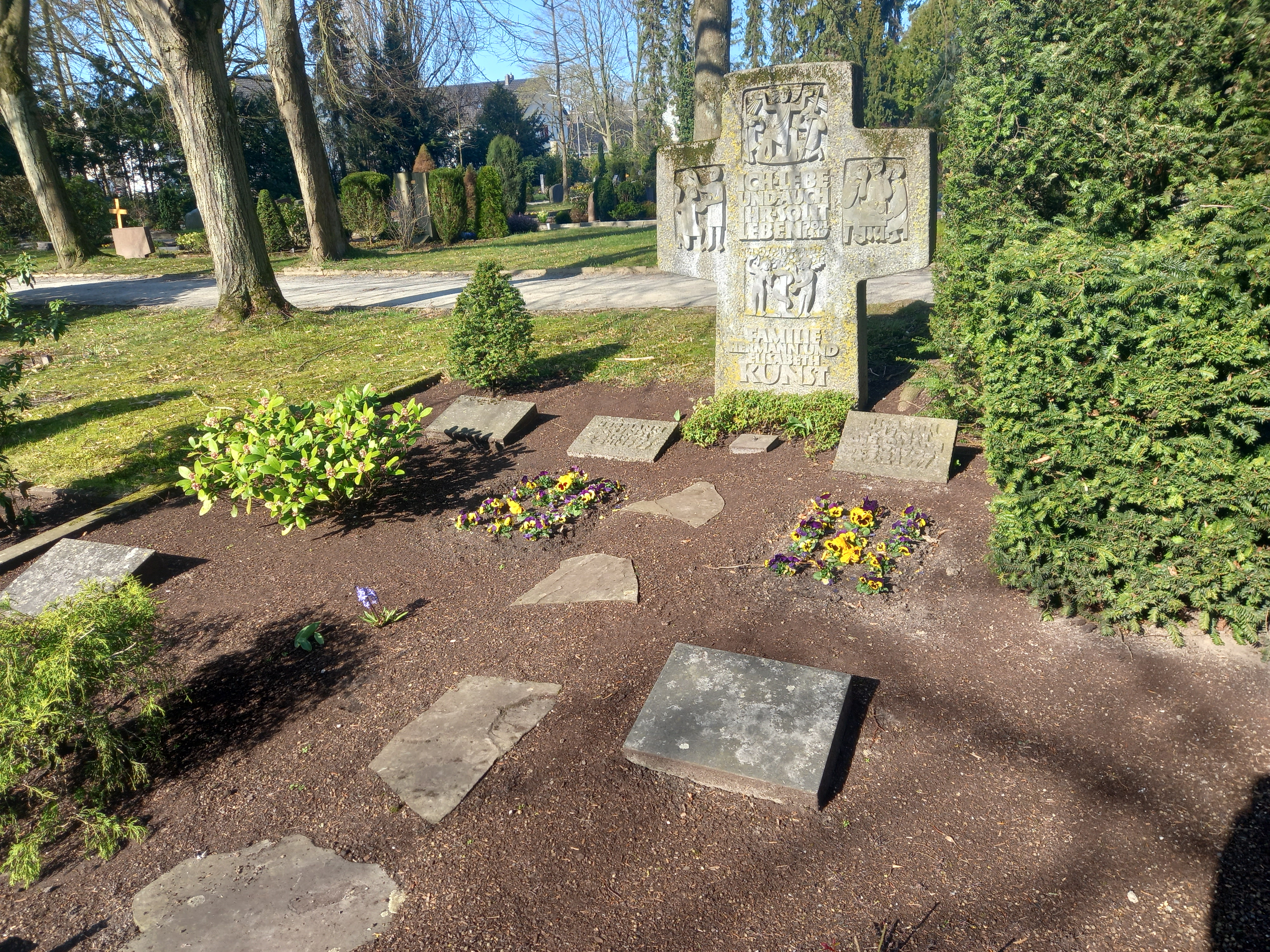
Das Grab von Hermann Kunst und seiner Ehefrau Elisabeth geborene Quade auf dem Erika-Friedhof in Herford

Hermann Kunst (* 21. Januar 1907 in Ottersberg; † 6. November 1999 in Bonn) war der erste Bevollmächtigte des Rates der Evangelischen Kirche in Deutschland (EKD) bei der Bundesregierung und evangelischer Militärbischof.

## Leben
Hermann Kunst studierte nach dem Besuch des Gymnasiums in Bocholt und einer Banklehre Evangelische Theologie in Marburg, Berlin und Münster und wurde – nach dem Lehrvikariat in Mennighüffen sowie zwei Hilfspredigerjahren in Herford – am 12. Juni 1932 ordiniert. Theologisch war er stark vom konfessionellen Neuluthertum innerhalb der Union geprägt. Von 1934 bis 1952 war er Pfarrer der Ev.-Luth. Mariengemeinde Stift Berg in Herford. Als Kunst 1934 dort sein Pfarramt antrat, wurde die Gemeinde von einem Presbyterium aus Deutschen Christen geleitet. 1935 wurde Kunst zum nebenamtlichen Standortpfarrer eines in Herford stationierten Ausbildungsbataillons ernannt. Seine Reden in dieser Zeit zeichneten sich durch ihre Nähe zum NS-Staat und dessen Wehrmacht aus. Ab 1942 war er als Nachfolger von Friedrich Niemann zusätzlich Superintendent des Kirchenkreises Herford. Als solcher leitete er zeitweilig die Lutherische Konferenz von Minden-Ravensberg. Während des Kirchenkampfes war er in der gemäßigten Bekennenden Kirche tätig; eng und vertrauensvoll arbeitete er insbesondere mit Präses Karl Koch zusammen. 1939 wurde er zur Wehrmacht eingezogen und 1940 zum Kriegspfarrer auf Kriegszeit (a. K.) ernannt. Er begleitete die Wehrmacht-Truppen beim Überfall auf Polen und beim Westfeldzug, wo er mit dem Eisernen Kreuz Zweiter Klasse ausgezeichnet wurde. 1940 wurde er zum Superintendenten des Kirchenkreises Herford gewählt, ein Jahr später mit der Vertretung des Präses Koch in der Leitung der Kirche von Westfalen beauftragt. 1943 bis 1944 war er an der Ostfront. Im August 1944 wurde Kunst an die Westfront versetzt. Zuletzt war er eingesetzt in den Niederlanden. Im Oktober 1945 endete seine Kriegsgefangenschaft im ostfriesischen Hage.
Im Oktober 1947 gründete Kunst in Herford die Notgemeinschaft der Besatzungsgeschädigten, um die Interessen von über 6.500 Betroffenen zu vertreten. Von 1945 bis 1949 war er Mitglied der Kirchenleitung der Evangelischen Kirche von Westfalen. Bei der Kandidatur um das Amt des Präses der Evangelischen Kirche von Westfalen unterlag er im November 1948 mit 72:77 Stimmen knapp dem zeitweise im KZ Dachau inhaftiert gewesenen Mennighüffener Pfarrer Ernst Wilm.
Ab 1950 – anfangs parallel zu seinen Aufgaben als Pfarrer und Superintendent – bis 1977 war Kunst der erste Bevollmächtigte des Rates der Evangelischen Kirche in Deutschland (EKD) bei der Bundesregierung. In dieser Zeit erfolgte die diplomatische Anerkennung des Staates Israel durch die Bundesrepublik Deutschland, die am 12. Mai 1965 vollzogen wurde. Der Rat der EKD gehörte zu denen, die den öffentlichen Druck machten, der schließlich Bundeskanzler Ludwig Erhard dazu bewog, gegen den Willen des Auswärtigen Amtes den Botschafteraustausch in die Wege zu leiten: am 26. Oktober 1964 sandte der Rat der EKD ein Schreiben an die Bundesregierung, in dem deutlich zugunsten dieses Botschafteraustausches plädiert wurde. Kunst fungierte vor und nach der Abfassung des Schreibens als „Kurier“ zwischen dem Rat der EKD und der Bundesregierung, indem er bei den Ratssitzungen die abwartende Haltung des Auswärtigen Amtes erläuterte und der Bundesregierung von der Bitte des Rates Kenntnis gab.
Kunst war maßgeblich an der Aushandlung des Militärseelsorgevertrags von 1957 beteiligt und fungierte von 1957 bis 1972 im Nebenamt als evangelischer Militärbischof bei der Bundeswehr. 1980 übernahm er den Vorsitz der Schiedskommission zur Überwachung der Einhaltung des Wahlkampfabkommens im Bundestagswahlkampf.
Kunst gehörte nach dem Zweiten Weltkrieg zu den Gründern der westfälischen Flüchtlingsstadt Espelkamp. Auch die Evangelische Sozialakademie Friedewald und die Evangelische Zentralstelle für Entwicklungshilfe gehen auf seine Initiative zurück. Er war Angehöriger der RSC-Corps Normannia Marburg und Cheruscia. Von 1958 bis 1987 war er Mitglied des Beirats der Friedrich-Naumann-Stiftung. Bis zu seinem Tod war er Ehrenmitglied des Gremiums.
Hermann Kunst war seit 1932 verheiratet und hatte fünf Kinder und 17 Enkelkinder. Er ist auf dem Erika-Friedhof in Herford neben seiner Frau Elisabeth, geb. Quade (1905–1977) beerdigt.

## Auszeichnungen und Rezeption
1940 erhielt Kunst das Eiserne Kreuz 2. Klasse für seinen Einsatz als Kriegspfarrer (a. K.) im Krieg gegen Frankreich.
1944 wurde Kunst mit dem Kriegsverdienstkreuz 2. Klasse mit Schwertern für seinen Einsatz als Kriegspfarrer (a. K.) beim Stab der Kriegslazarettabteilung 571 (Heeresgruppe Nord) ausgezeichnet.
1977 bekam er das Großkreuz des Verdienstordens der Bundesrepublik Deutschland der Bundesrepublik Deutschland verliehen, 1985 erhielt er den Augsburger Friedenspreis. Die Stadt Espelkamp ernannte ihn zum Ehrenbürger, insgesamt fünf Universitäten, darunter 1966 die Westfälische Wilhelms-Universität Münster, verliehen ihm Ehrendoktorwürden.
1991 war er Preisträger des Stiftungspreises der Stiftung Bibel und Kultur.
Nach ihm benannt sind die Hermann Kunst-Stiftung zur Förderung der neutestamentlichen Textforschung, welche die Arbeit des von Kurt Aland gegründeten Instituts für Neutestamentliche Textforschung in Münster fördert, die „Bischof-Hermann-Kunst-Schule“, eine Fördersonderschule für junge Aussiedler in Herford und die Bischof-Hermann-Kunst-Schule mit angeschlossenem Internat in Espelkamp. Die Evangelische Militärseelsorge in Deutschland verleiht für Verdienste um die Seelsorge an den Soldaten die Hermann-Kunst-Medaille.

„Kunst ist ein Kirchenmann vom echten Schrot und Korn, keiner jener evangelischen Theologen, die auf der Kanzel oder gar im Talar bei Demonstrationen das religiöse Bekenntnis als Ideologie zur politischen Propaganda missbrauchen.“

## Schriften (Auswahl)
- Der Katholizismus nach dem Konzil. Evangelische Sicht. 1966.
- Martin Luther und der Krieg. Eine historische Betrachtung. 1968.
- Zuversicht und Dienst. Evangelische Verkündigung in der Militärseelsorge. 1970.
- Evangelischer Glaube und politische Verantwortung. Martin Luther als politischer Berater seiner Landesherren und seine Teilnahme an Fragen des öffentlichen Lebens. 1977.
- Credo Ecclesiam. Vorträge und Aufsätze 1953 bis 1986. Hrsg. von Kurt Aland, 1987.

### Als Herausgeber
- mit Gerhard Heilfurth: Wir sind gefordert. Fragen christlicher Verantwortung. Superintendent D. Dr. Carl Gunther Schweitzer zum 65. Geburtstag. 1954.
- Evangelisches Gesang und Gebetbuch für Soldaten. 1957.
- mit Günter Jacob & Wilhelm Stählin: Die evangelische Christenheit in Deutschland. Gestalt und Auftrag. 1958.
- mit Roman Herzog & Wilhelm Schneemelcher: Evangelisches Staatslexikon. 1966.
- Für Freiheit und Recht. Eugen Gerstenmaier zum 60. Geburtstag. 1966.
- Martin Luther und die Kirche. „Von der Kirche was, wer und wo sie sei und woran man sie erkennen soll“. 1971.
- Protestantische Positionen in der deutschen Politik. 1972.
- mit Friedrich Hübner & Hugo Schnell: Hans Asmussen. Leben und Werk IV. Kleine Schriften. 1973.
- mit Heinrich Tenhumberg: Soziale Gerechtigkeit und internationale Wirtschaftsordnung. 1976.
- mit Friedrich Hübner & Hugo Schnell: Hans Asmussen. Leben und Werk III,1. Aufsätze 1 (1927–1934). 1976.
- mit Helmut Kohl & Peter Egen: Dem Staate verpflichtet. Festgabe für Gerhard Schröder. 1980.
- Martin Luther. Ein Hausbuch. 1982.
- Gott läßt sich nicht spotten. Franz Dohrmann. Feldbischof unter Hitler. 1983.
- mit Theodor Schober & Hans Thimme: Ökumene. Gemeinschaft einer dienenden Kirche. Lernen - Verstehen - Wagen. 1983.
- mit Roswitha Wisniewski: Handbuch für Frauenfragen. Zur Stellung der Frau in der Gegenwart. Informationen - Analysen - Anregungen. 1988.